# Scott Masters
Scott Masters é um diretor de filmes pornográficos gays e proprietário de produtoras desde meados da década de 1960. Masters, cujo nome real é Warren Stephens, também usava  o pseudônimo "Robert Walters" quando fundou a Nova Studios.[carece de fontes?]  Mais tarde, ele fechou a Nova Studio e tornou-se chefe de produção da Catalina Vídeo. Em 1992, foi co-fundador da Studio 2000 com o colega diretor John Travis.[carece de fontes?]